# 馬良
馬 良（ば りょう）は、中国後漢末期から三国時代の政治家。字は季常。荊州襄陽郡宜城県の人。「馬氏五常」の四男で、馬謖の兄。3人の兄の名は不明。子は馬秉。『三国志』蜀志に伝がある。

## 生涯
眉に白い毛が混じっていたことから「白眉」と渾名された。
馬良ら5人兄弟はいずれも字に「常」の字を用いており、皆優秀であるとの評判をとっていた。その中でも馬良が特に秀でており、「馬氏の五常、白眉最も良し」といわれた。この故事から同類の中でも特に優れた人や物を白眉と呼ぶようになった。
字の「季」から馬良は四男だと推測される（伯仲叔季）が、馬謖以外の兄弟の氏名や事蹟については不明である。
劉備が荊州を支配するようになると、馬良は馬謖と共に従事に取り立てられた。劉備は入蜀に際して馬謖を随行させ馬良を荊州に留め置いた。その後諸葛亮も劉備に随行するため荊州を離れたが、その際も馬良は引き続き荊州に留まった。馬良は雒城を攻略したとの知らせを聞き、諸葛亮に祝いの手紙を送った。この手紙の中で、馬良は諸葛亮を「尊兄」と呼んでいる。裴松之は馬良と諸葛亮が義兄弟の契りを結んでいたと推測している。益州平定後に左将軍掾となった。
建安20年（215年）、荊州領有を巡る争いが解決しないことに業を煮やした孫権の命令で魯粛・呂蒙・甘寧らが長沙・桂陽・零陵の三郡を襲撃、関羽が3万の兵を指揮して益陽に布陣し、馬良もこれに同行したという。
呉に使者として赴くことになった際、諸葛亮に取り成しの手紙を書くよう依頼した。このため、諸葛亮は試しに馬良自身に紹介文を書かせてみることにした。馬良がこの時に作成した草稿は、史書に掲載されている。孫権は馬良を厚遇したという。
建安25年（220年）、劉備が蜀漢の初代皇帝に即位すると、馬良は侍中に任命された。
章武2年（222年）、劉備の呉征伐に従軍し、武陵蛮を味方に引き入れる任務を任された（「先主伝」）。馬良はよく任務をこなしたため、異民族の頭領らは蜀の官位と印綬を与えられた。その後、蜀軍は夷陵の戦いで大敗を喫し、馬良も戦死した。享年36。益陽市の市史・伝承によれば、帰順した異民族を率いて主戦場に向かう途中の益陽県城付近で歩騭・甘寧の軍と遭遇し、異民族軍は呉軍に勝利したものの、劉備・陸遜たちの本戦を見ることなく死亡したとされる。益陽市の資陽区に「馬良村」「馬良湖（馬良村土地湾組）」など地名に馬良の名が残っている。
馬良の死後、劉備は子の馬秉を騎都尉とした。

## 評価
陳寿は、馬良を誠実で蜀の善き家臣だったと賞賛している。
楊戯の作った季漢輔臣賛においては、馬良の誠実さを褒め称え、広く志を伸ばし、荊楚の地の優れた人物だったと評されている。

## 三国志演義における馬良

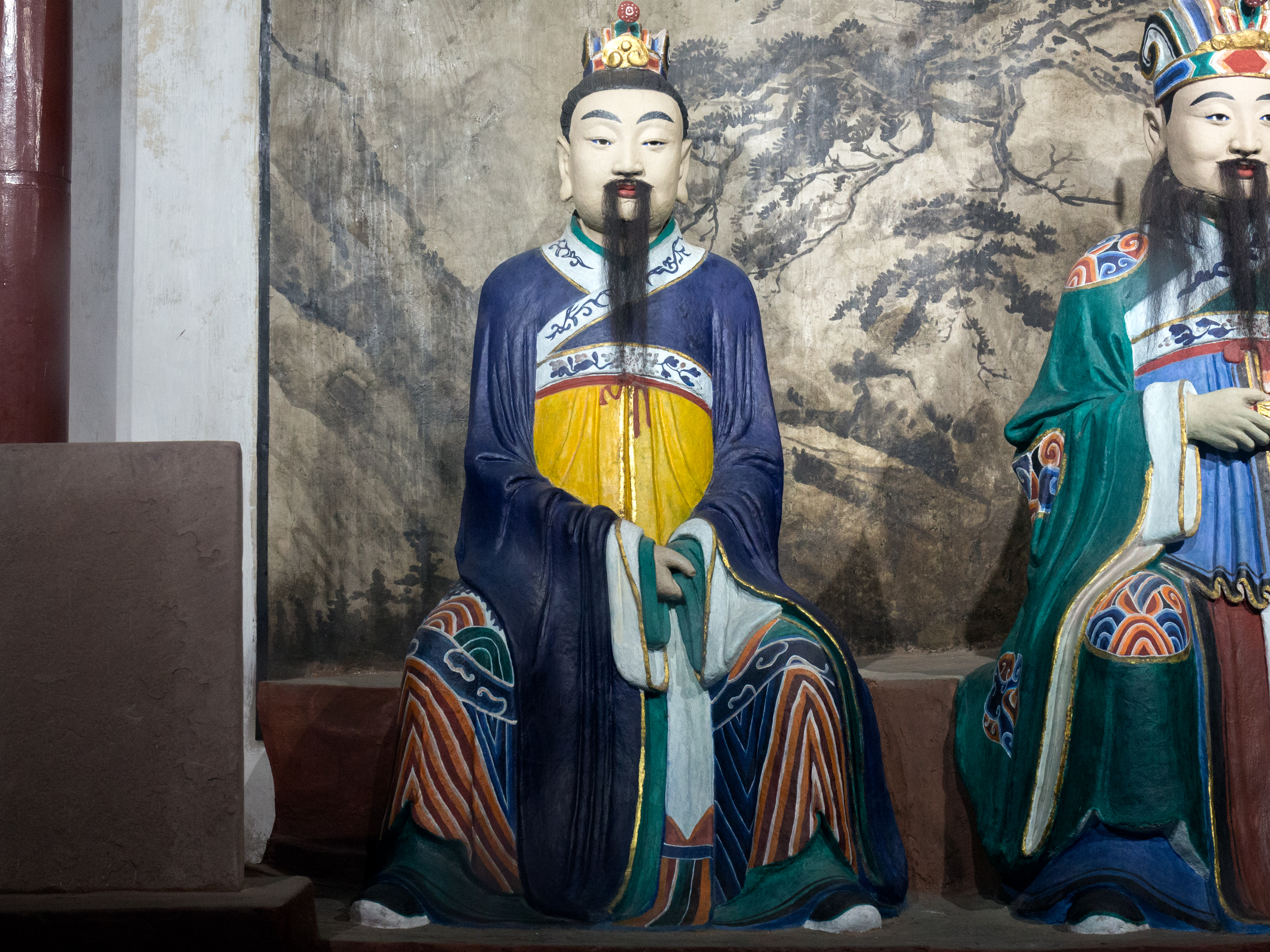
成都武侯祠の馬良塑像

小説『三国志演義』における馬良は、劉備が荊州を支配した時に伊籍の推薦で出仕している。
雒城で苦戦する劉備と龐統の元を訪れ、諸葛亮が天文を見たところ凶兆があったことを知らせた。しかし、龐統はこの忠告を諸葛亮の嫉妬によるものとして黙殺する。まもなく龐統は落鳳坡で戦死し、諸葛亮が劉備の軍師を務めるため荊州を離れると、関羽は荊州の留守を守ることになった。馬良は文官の一人として関羽を補佐している。
関羽が樊城を守る曹仁を攻めた時、左腕に毒矢を受けた。毒は骨まで達していたので華佗の手術を受けたが、関羽は馬良と囲碁をし、肉をかじり談笑しながら平然と手術を受けた。呂蒙・陸遜に背後から襲撃され関羽が窮地に追い込まれると、伊籍と共に成都へ援軍要請の使者となる。
夷陵の戦いにおいては、戦況が長期化する中で劉備の布陣に疑問を持ち、成都の諸葛亮に意見を求めることを勧め、劉備の命令により諸葛亮の元へ赴く。諸葛亮は劉備の布陣に致命的な欠陥があると見抜き、馬良を急いで劉備の陣に戻らせたが間に合わず、劉備は陸遜に大敗してしまう。また、史実とは異なり夷陵の戦いでは戦死せず、諸葛亮の南征中に死去したことになっていて、輸送部隊を率いてきた馬謖が諸葛亮にその死を告げた。